# Kusunoki Tomori
Kusunoki Tomori (楠木ともり (Nam Mộc Đăng) sinh ngày 22 tháng 12, 1999) là một nữ diễn viên lồng tiếng người Nhật đến từ Tokyo và trực thuộc Sony Music Artists. Cô khởi đầu sự nghiệp lồng tiếng vào năm 2017 với một vai phụ trong Eromanga Sensei. Năm 2020, cô ra mắt sự nghiệp ca sĩ solo dưới hãng thu âm SACRA MUSIC.

## Tiểu sử
Kusunoki được sinh tại Tokyo. Cô bắt đầu hứng thú với ngành giải trí từ khi còn nhỏ; cô học piano khi mới lên ba và có thói quen hoạt động trong ban nhạc kèn đồng cũng như câu lạc bộ nhạc nhẹ trong những năm học trung học. Cô cũng từng là chủ tịch hội học sinh tại trường. Cô hứng thú với anime kể từ khi học cấp hai, đặc biệt là diễn xuất của Hanazawa Kana trong anime Kobato đã truyền cảm hứng cho cô trở thành một diễn viên lồng tiếng. Cô không theo học bất kỳ trung tâm đào tạo lồng tiếng nào mà thay vào đó là tự học.
Năm 2017, Kusunoki khởi đầu sự nghiệp lồng tiếng với một vai phụ trong anime truyền hình Eromanga Sensei. Năm 2018, cô diễn vai chính đầu tiên là nhân vật Kagimura Hazuki trong anime Märchen Mädchen. Cô cũng đóng vai chính LLENN trong Sword Art Online Alternative Gun Gale Online và hát ca khúc kết thúc của anime, "To see the future".
Năm 2019, cô lồng tiếng nhân vật Yūki Setsuna trong thương hiệu truyền thông Love Live!. Cùng năm, cô giành giải Nữ diễn viên mới tại lễ Seiyū Award lần thứ 13.
Năm 2020, Kusunoki ra mắt sự nghiệp ca sĩ solo dưới hãng thu SACRA MUSIC. Cùng năm, EP đầu tiên của cô có tên là "Hamidashimono" được phát hành, đây cũng là bài hát kết thúc của anime Maō Gakuin no Futekigōsha.
Năm 2022, Kusunoki được xác nhận mắc hội chứng 
Ehlers-Danlos. Trước đó, cô được chẩn đoán mặc một hội chứng khiến cô đau mỏi và tê mỗi khi biểu diễn các động tác lớn, vì vậy cô phải tránh bất kỳ hoạt động nào yêu cầu cử động mạnh. Năm 2023, cô ngừng lồng tiếng hai nhân vật Yūki Setsuna và Nakagawa Nana từ Love Live! do khó khăn trong việc biểu diễn tại các hoạt động sân khấu, vai lồng tiếng cho Setsuna và Nana được thay thế bởi Hayashi Coco.

## Các vai lồng tiếng

### Anime truyền hình
Năm 2017
- Eromanga Sensei – Nữ sinh trung học[5]
- Shōjo Shūmatsu Ryokō – Nữ sinh A[2]
- Kujira no Kora wa Sajō ni Utau – Suzu[2]
- Just Because! – Thành viên CLB phát thanh[2]
- Senki Zesshou Symphogear AXZ – Một cô gái[2]

Năm 2018
- Märchen Mädchen – Kagimura Hazuki[6]
- Slow Start – Tokura Miki[17]
- Time Bokan 24: Gyakushuu no San Akunin  – Chiyotake[2]
- Sword Art Online Alternative Gun Gale Online – LLENN / Kohiruimaki Karen[5]
- Kiratto Pri☆Chan – Momoyama Hikari[18], fan,..
- Saiki Kusuo no Psi-nan – Hầu gái[2]
- Anima Yell! – Tatejima Kotetsu[19]
- Akanesasu Shōjo – Tsukimi Mayuki[2]
- Last Period – Oracle[2]
- RELEASE THE SPYCE – Saiga Ichiga[2]

Năm 2019
- ACTORS -Songs Connection- – Koji Hina[2]
- Piano no Mori – Emilia[20]
- Kabukichō Sherlock – Juli[21]
- Assassins Pride – Melida Angel[22]

Năm 2020
- Yu-Gi-Oh! Sevens – Kirishima Romin[23]
- Maō Gakuin no Futekigōsha – Misha Necron[24]
- Deca-Dence – Natsume[25]
- Love Live! Nijigasaki Gakuen School Idol Doukoukai – Yuki Setsuna[26]
- Majo no Tabitabi – Selena[27]

Năm 2021
- Wonder Egg Priority – Aonuma Neiru[28], Aonuma Airu
- Kemono Jihen – Kaga Momoka[2] (tập 5)
- Seirei Gensōki – Latifa[29]
- Muv-Luv Alternative – Kagami Sumika[30]
- Senpai ga uzai kōhai no hanashi – Igarashi Futaba[31]

Năm 2022
- Petit Sekai – Yoisaki Kanade[32]
- Aharen-san wa Hakarenai – Satō Hanako[33]
- Prima Doll – Karasuba[34]
- Yu-Gi-Oh! Go Rush!! - Kirishima Rovian[35]
- Chainsaw Man - vai Makima[36]
- Fumetsu no Anata e (mùa 2) - vai Hisame[37]

Năm 2023
- Eiyū-ō, bu o kiwameru tame tensei-su - vai Leone Olfa[38]
- Spy Kyōshitsu - vai Annett[39]
- Tsundere Akuyaku Reijou Liselotte to Jikkyou no Endo kun to Kaisetsu no Kobayashi san - vai Lieselotte Riefenstahl[40]
- Nijiyon Animation - vai Yuki Setsuna[41]
- Buta no Liver wa Kanetsu Shiro - Jess[42]
- Hikikomari Kyūketsu Hime no Monmon - Terakomari Gandesblood[43]
- Majō Shōjo Magical Destroyers - Kyōtarō[44]
- Dark Gathering -  Nakiri Yoko [45]
- KamiErabi God.app - Funata Iy[46]
- Tearmoon Teikoku Monogatari - Anne Littstein[47]
- Zom 100: Zombie ni Naru Made ni Shitai 100 no Koto - Mikazuki Shizuka[48]
- Rail Romanesque 2 - Mumumu[49]
- Keikenzumi na Kimi to, Keiken Zero na Ore ga, Otsukiai Suru Hanashi - Tanikita Akari[50]

#### Năm 2024
- Mato Seihei no Slave - vai Wakura Aoba[51]
- Mashle (mùa 2) - Tsurara Halestone[52]
- Nozomanu Fushi no Bōkensha - Laura Latour[53]
- Unnamed Memory - Miralis[54]

Chưa thông báo
- Tomodachi no Imouto ga Ore ni dake Uzai – Tsukinomori Mashiro[55]

### Phim anime điện ảnh
- City Hunter <Shinjuku PRIVATE EYES> (2019) – Little Girl
- Gekijōban High School Fleet (2020) – Abe Azumi[56]
- Eiga Tropical-Rouge! PreCure - Yuki no Princess to Kiseki no Yubiwa (2021) – Howan[57]

### ONA
- Shōjo☆Conto All Starlight (2019) – Tomoe Tamao[58]
- Tiger & Bunny 2 (2022) – Magical Cat / Lara Tsaikoskaya[59]
- Bastard!! Ankoku no Hakaishin (2022) – Tia Noto Yoko[60]
- 25-ji, Nightcord de. Digest Animation - Journey to Bloom "SELF" (2023) - Yoisaki Kanade[61]

### OVA
- Armagia Project (2021) - Tia[62]
- Azur Lane: Queen's Orders (2023) - Seattle, Glasgo[63]

### Trò chơi điện tử
2017
- Revolve– - Shirayuki May
- Kirara Fantasia - Kirara,[64] Tatejima Kotetsu

2018
- WAR OF BRAINS Re:Boot - Imperial White Mage Rosa[65]
- Sword Art Online: Fatal Bullet - LLENN[66]
- Love Live! School Idol Festival – Yūki Setsuna[9]
- Aurora Lemuria ~Hidden elements~ - Masha
- Kuroneko Project - Oji Hibiki/ Enigma Sunflower[67]
- Onsen Musume Yunohana Collection - Otemachi Rin
- Shironeko Project - Piana Mayhern
- Hanazono Gakuen - Vivi
- Hortensia Saga -Ao no Kishidan- - Plenshell[68]
- Shōjo Kageki Revue Starlight -Re LIVE- - Tomoe Tamao[69]
- Vital Gear - Flavalette
- REversal Othellonia - Canary
- Destiny Child  - Venus[70]
- Stellar Girl - Polymer

2019
- Non-Anthropology Academy -Extraordinary Ones-  – Ittan-momen
- Merry Garland  - Pilkill
- Seiken Manifestia - Sakomizu Hinako, Miyazawa Ichiko, Celine Idemitsu[71]
- Monster Strike - Jiutou Zhiji, Regulus[72]
- Engage Princess ~ Sleeping Princess and Dream Wizard ~ - Gloria
- Brave Nine - Lecris
- Azur Lane - I-58, USS Seattle, HMS Glasgow
- Shōmetsu Toshi 0 - Ayame[73]
- Cinderella Nine - Takanashi Yuzu
- Sword and Balance Detectory -Linette
- Dragon Quest Rivals - Seraphy
- Like a Lion - Nohime
- Love Live! School Idol Festival All Stars - Yuki Setsuna[9]
- Touhou Cannonball - Aun Koreino
- Youkai Shoden~Mononoke Sankaikei~ - Hanarin

2020
- Venus Eleven Bibiddo! - Tenshi Mikoto
- Nyangrila - Lara
- 8 beat Story ♪ - Quell[74]
- BATON = RELAY - Tsutsumi Yakumo[75]
- Cytus 2 - Vanessa
- Kyoutou Kotodaman - Utaware, Korobishop, San Death Goemon, Tariyadari, Nshaka
- Granblue Fantasy - Horin[76]
- Final Fantasy Crystal Chronicles Remaster - Bell Datt
- Dragon Quest X - Seraphy
- Project Sekai: Colorful Stage! feat. Hatsune Miku - Yoisaki Kanade[77]
- RANBU Sangokushi Ranbu - Xun Yu, Lu Xun

2021
- War of the Visions: Final Fantasy Brave Exvius - Creysse[78]
- Seirei Gensōki: Another Tale - Latifa
- Alchemy Stars - Vice
- Idoly Pride - Hashimoto Satomi[79]
- Brave Frontier Rezona - Leonora[80]
- Tensei shitara Slime datta ken: Maō to ryū no kenkoku-tan - Shinsha[81][82]
- Project MIKHAIL - Kagami Sumika[83]

2022
- Deemo II - Echo[84]
- Bravely Default: Brilliant Lights - Claire[85]
- Heaven Burns Red - Kayamori Ruka[86]
- Monster Hunter Rise: Sunbreak - Chichae

2023
- Goddess of Victory: Nikke - Viper, Makima[87]
- Magia Record - Ebony[88]

2024
- Honkai: Star Rail - Firefly[89]

## Đĩa nhạc

### Album
| Tên      | Ngày phát hành      | Số sản phẩm | Vị trí cao nhất trên Oricon |
| Tên      | Ngày phát hành      | CD          | Vị trí cao nhất trên Oricon |
| -------- | ------------------- | ----------- | --------------------------- |
| Presence | 24 tháng 5 năm 2023 | VVCL-2260   | 34                          |
| Absence  | VVCL-2261           | 35          |                             |

### EP
| Tên                          | Ngày phát hành       | Số sản phẩm                      | Số sản phẩm | Số sản phẩm | Vị trí cao nhất trên Oricon |
| Tên                          | Ngày phát hành       | CD+BD                            | CD+DVD      | CD          | Vị trí cao nhất trên Oricon |
| ---------------------------- | -------------------- | -------------------------------- | ----------- | ----------- | --------------------------- |
| Hamidashimono (ハミダシモノ) | 19 tháng 8 năm 2020  | VVCL-1660/1 (A) VVCL-1662/3 (B)  | VVCL-1665/6 | VVCL-1664   | 6                           |
| Forced Shutdown              | 28 tháng 4, 2021     | VVCL-1838/9 (A), VVCL-1840/1 (B) | VVCL-1842/3 | VVCL-1844   | 4                           |
| narrow                       | 10 tháng 11 năm 2021 | VVCL-1936/7 (A) VVCL-1938/9 (B)  | VVCL-1940/1 | VVCL-1942   | 9                           |
| Yarazu no ame (遣らずの雨 )  | 1 tháng 6, 2022      | VVCL-2046/7 (A) VVCL-2048/9 (B)  | VVCL-2050-1 | VVCL-2052   | 6                           |